# Farakala
Farakala è un comune rurale del Mali facente parte del circondario di Sikasso, nella regione omonima.
Il comune è composto da 12 nuclei abitati:
- Farakala I
- Farakala II
- Fokognuma-Diassa
- Gniriwani
- Ifola
- Kalifabougou
- Kandiadougou
- M'Pêdougou
- Nangola
- Notanso
- Oussélékédiassa
- Wayéré